# 斯坦利·门佐
斯坦利·普尔·门佐（Stanley Purl Menzo，1963年10月15日—）是一名荷兰已退役职业足球运动员，退役前司职守门员。斯坦利退役前效力於荷甲球隊阿贾克斯，师从于荷兰教練克鲁伊夫和范加尔，在阿贾克斯期間多次获得荷甲联赛、荷兰杯冠军。退役後曾在南非足球超级联赛開普敦馬刺足球俱樂部担任主教练。他還曾是荷兰国家足球队教练组成员，在此期間跟隨荷蘭隊參加欧洲足球锦标赛和國際足協世界盃比賽。2019年斯坦利出任北京国安足球俱乐部预备队主教练。2022年8月29日，斯坦利出任北京国安的主帅，但执教至2023年6月即因球队战绩不佳而下课。